# Lautsprachlich kommunizierende Hörgeschädigte (Vereine)
Unter der Bezeichnung Lautsprachlich kommunizierende Hörgeschädigte gründete sich Mitte der 1990er Jahre in der Schweiz und Anfang der 2000er Jahre in Deutschland jeweils eine Interessengemeinschaft von lautsprachlich kommunizierenden Gehörlosen, Resthörigen und Schwerhörigen, die sich jeweilig als Verein organisierte. Der Schweizer Verein führt und verwendet seit Mitte der 2010er Jahre die Bezeichnung Lautsprachlich Kommunizierende Hörbeeinträchtigte.

## Deutschland (LKHD)
Der Förderverein LKHD – Lautsprachlich Kommunizierende Hörgeschädigte Deutschland e. V. (Kurzform Förderverein LKHD oder auch LKHD) ist eine in Deutschland ansässige Vereinigung von lautsprachlich kommunizierenden Hörgeschädigten jeden Alters. Der bundesweit tätige Verein wurde im Jahr 2000 gegründet und hat seinen Sitz in München.
Hauptanliegen des Fördervereins gemäß dessen Statuten und Verlautbarungen ist es, „Hörgeschädigten eine Integration in die ‚hörende‘ Gesellschaft zu ermöglichen bzw. zu erleichtern“. Der LKHD sieht es nach eigenen Aussagen als seine wichtigste Aufgabe an, „die Öffentlichkeit über die Möglichkeiten einer lautsprachlichen Erziehung hörgeschädigter Kinder als Grundlage einer echten Integration zu informieren“. Zu den weiteren Aufgaben zählen u. a.:
- „Verbesserung der Bedingungen für Hörgeschädigte im Bereich der Hörtechnik durch Erfahrungsberichte“
- „Verbesserung der Voraussetzungen im Vorfeld für eine erfolgreiche lautsprachliche Erziehung hörgeschädigter Kinder“ wie mittels Screeningverfahren für Neugeborene, intensivere Zusammenarbeit mit HNO- und Kinderärzten, Akustikern, Logopäden und Fachleuten der Hörgeschädigtenpädagogik vor Ort sowie Aufklärung der HNO- und Kinderärzte über die Möglichkeit einer lautsprachlichen Förderung hörgeschädigter Kinder
- Unterstützung der Lautsprachlich Kommunizierenden Hörgeschädigten durch Informationen und Erfahrungsberichte sowie durch Freizeiten und Zusammenkünfte

Der LKHD veranstaltete regelmäßig Jahrestagungen an wechselnden Orten in Deutschland und gab anfangs viermal im Jahr die Zeitung LKHD Nachrichten heraus. Eines der größten Projekte des Vereins war der 5. Internationale Auditory-Verbal Kongress 2003 („AV-Kongress“), der in Berchtesgaden stattfand und der vom LKHD in Zusammenarbeit mit Susann Schmid-Giovannini und dem von ihr gegründeten Internationalen Beratungszentrum für Eltern hörgeschädigter Kinder in Meggen (Schweiz) veranstaltet wurde.
Seit etwa 2011/13 tritt der LKHD nicht mehr öffentlich in Erscheinung. Die frühere Vereins-Website www.lkhd.de wurde abgeschaltet und ist nur noch im Webarchiv des Projekts Internet Archive verfügbar.
Im Jahr 2003 wurde eine Elterninitiative zur lautsprachlichen Förderung von hörgeschädigten Kindern gegründet, die anfangs mit dem LKHD eng kooperierte. Die Elternvereinigung führt den Namen Kleine Lauscher – Elterninitiative zur lautsprachlichen Förderung hörgeschädigter Kinder e. V. und hat ihren Sitz in Friedberg (Hessen). Sie ist vor allem im deutschen Bundesland Hessen aktiv.

## Schweiz (lkh.ch, vormals LKH Schweiz)
In der Schweiz wurde 1994 der Selbsthilfeverband LKH Schweiz, Selbsthilfeorganisation für lautsprachlich kommunizierende hörgeschädigte Menschen (LKH Schweiz) gegründet. Anlass dafür war u. a., dass sich gegen Anfang der 1990er Jahre in schweizerischen Medien vor allem gebärdensprachlich kommunizierende Hörgeschädigte bemerkbar machten. Bei zwei medienwirksamen Demonstrationen mit je über 1000 Teilnehmern vor dem Bundeshaus in Bern (April 1993) und vor dem Universitätsspital in Zürich (Sommer 1993) forderten die „Gebärdensprachler“ die Anerkennung der Gebärdensprache als vollwertiges Kommunikationsmittel für Gehörlose und protestierten zudem gegen den unkritischen Einsatz des Cochleaimplantats bei Gehörlosen. Aus Sicht von lautsprachlich kommunizierenden Hörgeschädigten und insbesondere jener Gruppe von Gehörlosen, die lautsprachlich kommunizieren, drohten dadurch ihre teils andersartigen Bedürfnisse in der Öffentlichkeit und im Sozialbereich vernachlässigt zu werden. Um dem entgegenzuwirken und um ihre Interessen auf politischer Ebene vertreten zu können, wurde schließlich die Selbsthilfeorganisation LKH Schweiz gegründet.
Indes ist LKH Schweiz aber ausdrücklich kein Verein, der sich etwa dafür einsetzt, die Gebärdensprache abzuschaffen. Vielmehr erkennt die Schweizer LKH-Vereinigung die Gebärdensprache als vollwertige und echte Sprache an. Gleichwohl ist es das Ziel von LKH Schweiz, die Lautsprache als Kommunikationsform (wenn möglich als Muttersprache) der Gehörlosen zu fördern und die Öffentlichkeit darüber aufzuklären, dass es nicht nur gebärdende Gehörlose gibt, sondern auch Gehörlose, welche die Gebärdensprache nicht beherrschen.
Im Gegensatz zu gebärdenden Gehörlosen reklamieren nach eigenen Aussagen von LKH Schweiz lautsprachlich kommunizierende Gehörlose keine eigene Kultur, da sie sich sowohl in der „hörenden Welt“ integriert als auch dieser Welt angehörig fühlen würden. So haben die meisten lautsprachlich kommunizierenden Gehörlosen ein hörendes Umfeld, so dass sie sich untereinander nur selten treffen.
Dem Verein gehörten eigenen Angaben zufolge im Jahr 2005 über 200 Mitglieder aus der Schweiz und dem Ausland an, die sich aus Hörgeschädigten, Eltern und Fachleuten zusammensetzen. Stimm- und Wahlberechtigt sind jedoch ausschließlich Hörbehinderte.
Seit dem Jahr 2015 trat der Schweizer Verein nach einem Namenswechsel als lkh.ch, Lautsprachlich Kommunizierende Hörbeeinträchtigte (lkh.ch) auf. Nach eigenen Aussagen von lkh.ch verdeutliche dies einen Paradigmenwechsel: „Weg von Integration, also Eingliedern, hin zu Inklusion, der selbstverständlichen gesellschaftlichen Zugehörigkeit aller Menschen. Deshalb auch weg von hörgeschädigt, hin zu hörbeeinträchtigt.“ So bezweckte lkh.ch gemäß einer eigenen Medienmitteilung „Empowerment von hörbeeinträchtigten Menschen“. Seit dem Jahr 2020 ist der Verein nicht mehr öffentlich in Erscheinung getreten.